# 竹田彬夫
竹田 彬夫（たけだ あきお）は、日本の男性声優。主にアダルトゲームに声をあてている。

## 出演作品

### PCゲーム

#### 2006年
- PP -ピアニッシモ- 操リ人形ノ輪舞（役名不明）
- ふぁみ☆すぴ!!〜FamiliarSpirits!!〜（江口 飛鳥）

#### 2007年
- アメサラサ 〜雨と、不思議な君に、恋をする〜（及川 祐二）
- 女神大戦（ワーム、グリフォン）
- 詩篇69 〜深淵のメサイア〜（ジークフリート・フォン・ベルツェリウス）
- かんなび -神奈備-（八州 智也）
- ティルアぱにっく（花園 健作）
- 赫炎のインガノック（ギー）
- お嬢様の為に鐘は鳴る（御荘園 稔）

#### 2008年
- 鋼炎のソレイユ -ChaosRegion-（六木）
- インチキ霊媒師（男）
- 女囚騎士セリシア（ベデュート）

#### 2009年
- Divus Rabies（アルフレッド・ワイズマン）

### OVA

#### 2007年
- めがちゅ! The Animation 第1話（川神 幸介）
- めがちゅ! The Animation 第2話（川神 幸介）

#### 2008年
- めがちゅ! The Animation 第3話（川神 幸介）

| スタブアイコン | サブスタブ | この項目は、まだ閲覧者の調べものの参照としては役立たない、声優（ナレーターを含む）に関連した書きかけの項目です。この項目を加筆・訂正などしてくださる協力者を求めています（P:アニメ/PJ:芸能人）。 |